# Carla Laubalo
Carla Palau Salvador (Barcelona, 13 d'agost de 1993), més coneguda com a Carla Laubalo, és una influenciadora i cantant catalana que destaca per la forta presència que té a YouTube. Va penjar-hi el primer vídeo, de presentació, el 15 de febrer de 2016. El novembre del mateix any, un 20 songs tag cantat la va dur a la fama dins de la plataforma. Actualment, el seu canal acumula més de 300 vídeos i vora  de 1.500.000 subscriptors, cosa que el fa el 42è més popular d'Espanya de la categoria People & Blogs (tot just darrere de la Paula Gonu) i 605è en general.
Té bona relació, entre d'altres, amb el youtuber Uy Albert, amb qui ha viscut, i la seva germana Claudia l'ha acompanyada en diversos vídeos.
Ha centrat la seva producció literària i musical en l'experiència d'assetjament escolar que va viure a l'institut, entre 2n i 4t d'ESO. Així doncs, el 2019 va publicar el llibre Sé más tú: Una historia de bullying con final feliz amb l'editorial La Galera i la cançó homònima Sé Más Tú, coescrita per Leandro Rojo. Més tard, el 2020, Ediciones B va llançar-ne el segon llibre, titulat Entre tú y tú, que tracta el tema dels tabús presents a la societat. A banda, el 2018 havia col·laborat amb JoaquinPA i Kajal Napalm en el senzill Magikarp.
El 2024 presenta la segona temporada del programa del SX3 InfluenX3r.